# Meetjesland

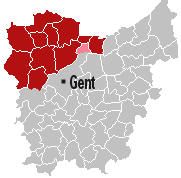
Localisation du Meetjesland au sein de la province de Flandre-Orientale.

Le Meetjesland est une région située au nord-ouest de la province belge de Flandre-Orientale. C'est la région rurale se trouvant entre les villes de Gand et de Bruges.
Elle jouxte au nord la Flandre zélandaise néerlandaise, à l'ouest, la province de Flandre-Occidentale et au sud-est, la commune de Gand. La ville principale de la région est Eeklo. Elle est l'un des paysages régionaux flamands officiellement reconnu.
Le Meetjesland est une région campagnarde, avec au nord des polders et divers cours d'eau et au sud un territoire boisé.
Le nom de la région viendrait de l'époque de l'empereur Charles Quint. Craignant le solide appétit sexuel de l'empereur, les habitants du pays auraient caché leurs filles. L'empereur aurait alors déclaré que la région était le pays des « vieilles femmes » (meetjes).
Une autre explication affirme que le nom fait référence aux longues et étroites bandes de terre (meetjes) typiques de la région.

## Communes du Meetjesland
- Aalter
- Assenede
- Eeklo
- Evergem
- Kaprijke
- Knesselare
- Lovendegem
- Maldegem
- Nevele
- Saint-Laurent
- Waarschoot
- Wachtebeke
- Zelzate
- Zomergem